# Венчање у Античком Риму
Toком класичног доба римског права никаква церемонија није била потребна за склапање брака, већ договор о заједничком животу. Брачне церемоније, уговори и друге формалности служили су само као доказ да се двоје људи заиста венчало.
Облик брака познат као манус (лат. manus) био је уобичајен у доба ране републике, али се након тога проредио. У овој врсти брака млада је прелазила у руке свог супруга. Њен мираз и наследна права такође су прелазила у мужевљеву породицу и свака имовина коју би стекла после склапања брака припадала је њеном мужу.
Муж је могао тражити развод због женине прељубе или неплодности. Манус је, као брак, значио да се од жене очекује да се покорава
свом супругу у готово свим аспектима живота. Такозвани "слободни" брак није имао никаквих последица на лични статуса супружника. У слободном браку жена је свом супругу доносила мираз, ако би брак био укинут без оптужбе за прељубу, муж је морао вратити већи део мираза.
У доба старијег или архајског римског права биле су три врсте брака conferratio, coemptio и te usus који је само озакоњивао постојеће стање, односно постојећи заједнички живот. Брак који су склапали патрицији увек је био conferratio, док су плебејци бирали један од друга два типа.
Облик брака познат као манус био је уобичајен у доба ране републике. Као брак, манус је представљао однос неравноправних. Он је значио да ће женини наследници, ако она умре без тестамента, неће бити њена браћа и сестре, већ њена деца, и то не зато што је она њихова мајка, него зато што је законски њен положак био исти као и положај који је заузимала ћерка њеног мужа.